# Richard Beckinsale
Richard Beckinsale, född 6 juli 1947 i Carlton, Nottinghamshire, död 19 mars 1979 i Sunningdale, Berkshire, var en brittisk skådespelare främst verksam inom televisionen.
Efter studier på Royal Academy of Dramatic Art arbetade han först inom teatern. 1969 upptäcktes han av producenter på TV. Efter inhopp i den populära BBC-serien Coronation Street fick han en av huvudrollerna i en ny sitcom, The Lovers, vilket gjorde honom till stjärna. Åren som följde innebar flera uppmärksammade TV-roller, som innebar att hans popularitet ständigt växte.
1979 dog Beckinsale i sömnen av en massiv hjärtinfarkt, 31 år gammal. Han var gift två gånger, först med Margaret Bradley med vilken han fick dottern skådespelaren Samantha Beckinsale. Paret skildes 1971. Senare gifte han sig med skådespelaren Judy Loe, med vilken han fick dottern skådespelaren Kate Beckinsale.